# Грб Источног Старог Града
Шаблон:Бет итвора
Грб Источног Старог Града је званични грб српске општине Источни Стари Град. Грб је усвојен 2004, а извјесне промјене (промјена грба у амблем Републике Српске), усвојене су 2007. године.
Симбол општине је грб у облику средњовјековног штита са садржајним елементима, који одступају од хералдистичких правила и подсјећају на општинске амблеме из комунистичког периода.

## Опис грба
Грб Источног Старог Града је бијели штит подијељен на четири поља крстом од двије водоравне пруге црвена изнад плаве и двије окомите црвена десно од плаве, те заглавља са њим спојеном одвојеног пругом десно црвена и лијево плава. У првом пољу златни латински крст окружен са четири квадрата при сјецишту. У другом пољу је сива зидана кула. У трећем пољу је црни чекић који удара хрпу стијена. Четврто поље је испуњено груписаним црногоричним дрвећем, бијеле боје са зеленим рубовима. Преко сјецишта пруга налази се амблем Републике Српске у својим бојама (раније, ту се налазио грб Републике Српске). У заглављу грба исписано је име општине (ћириличним писмом са словима црне боје на бијелом пољу).